# Aartsbisdom Guadalajara
Het aartsbisdom Guadalajara (Latijn: Archidioecesis Guadalaiarensis) is een rooms-katholiek aartsbisdom met als zetel Guadalajara, hoofdstad van de Mexicaanse deelstaat Jalisco. De aartsbisschop van Guadalajara is metropoliet van de kerkprovincie Guadalajara, waartoe ook de volgende suffragane bisdommen behoren:
- Aguascalientes
- Autlán
- Ciudad Guzmán
- Colima
- Jesús María (territoriale prelatuur)
- San Juan de los Lagos
- Tepic

## Geschiedenis
Het aartsbisdom werd opgericht op 13 juli 1548, als het bisdom Guadalajara, uit delen van het bisdom Michoacán, en was suffragaan aan het aartsbisdom México. Op 26 januari 1863 werd het verheven tot metropolitaan aartsbisdom.

## Parochies
Het aartsbisdom had in 2021 een oppervlakte van 20.827 km2 en telde 6.415.900 inwoners waarvan 91,4% rooms-katholiek was.

## Ordinarii

### Bisschoppen
- Pedro Gómez Malaver (13 juli 1548 - 28 december 1551)
- Antonius de Ciudad Rodrigo ( 1552 - 13 september 1553)
- Pedro de Ayala (18 december 1555 - 19 september 1569)
- Francisco Gómez de Mendiola y Solórzano (19 april 1574 - 23 april 1576)
- Domingo de Alzola (1 oktober 1582 - 15 februari 1590)
- Pedro Suarez de Escobar (1591)
- Francisco Santos García de Ontiveros y Martínez (22 mei 1592 - 28 juni 1596)
- Alfonso de la Mota y Escobar (11 maart 1598 - 12 februari 1607)
- Juan del Valle y Arredondo (19 maart 1607 - 1617)
- Francisco de Rivera y Pareja (29 januari 1618 - 17 september 1629)
- Leonel de Cervantes y Caravajal (17 december 1629 - 18 februari 1636)
- Juan Sánchez Duque de Estrada (21 juli 1636 - 12 november 1641)
- Juan Ruiz de Colmenero (25 juni 1646 - 28 september 1663)
- Francisco Verdín y Molina (6 juli 1665 - 27 november 1673)
- Manuel Fernández de Santa Cruz y Sahagún (19 februari 1674 - 19 oktober 1676)
- Juan de Santiago y León Garabito (13 september 1677 - 12 juli 1694)
- Felipe Galindo Chávez y Pineda (30 mei 1695 - 7 maart 1702)
- Diego Camacho y Ávila (14 januari 1704 - 19 oktober 1712; aartsbisschop op persoonlijke titel)
- Manuel de Mimbela y Morlans (26 februari 1714 - 4 mei 1721)
- Pedro de Tapiz y Garcia (23 september 1722 - niet in bezit genomen, overleden)
- Juan Bautista Alvarez de Toledo (30 augustus 1723 - 1 juli 1725)
- Nicolás Carlos Gómez de Cervantes y Velázquez de la Cadena (20 februari 1726 - 6 november 1734)
- Juan Leandro Gómez de Parada Valdez y Mendoza (2 december 1735 - 14 januari 1751)
- José Francisco Martínez de Tejada y Díez de Velasco (20 december 1751 - 20 december 1760)
- Diego Rodríguez de Rivas y Velasco (29 maart 1762 - 11 december 1770)
- Antonio Alcalde y Barriga (27 januari 1772 - 7 augustus 1792)
- Esteban Lorenzo de Tristán y Esmenota (17 juni 1793 - 10 december 1794)
- Juan Cruz Ruiz de Cabañas y Crespo (18 december 1795 - 28 november 1824)
- José Miguel Gordoa y Barrios (19 oktober 1830 - 12 juli 1832)
- Diego de Aranda y Carpinteiro (11 juli 1836 - 17 maart 1853)

### Aartsbisschoppen
- Pedro Espinosa y Dávalos (12 september 1853 - 12 november 1866)
  - Ignacio Mateo Guerra y Alba (hulpbisschop: 7 april 1862 - 19 maart 1863)
- Pedro José de Jesús Loza y Pardavé (22 juni 1868 - 15 november 1898)
- Jacinto López y Romo (14 december 1899 - 31 december 1900)
- José de Jesús Ortíz y Rodríguez (16 september 1901 - 19 juni 1912)
- Francisco Orozco y Jiménez (2 december 1912 - 18 februari 1936)
  - Francisco Uranga y Sáenz (hulpbisschop: 18 december 1919 - 21 april 1922)
- José Garibi y Rivera (18 februari 1936 - 1 maart 1969; hulpbisschop sinds 16 december 1929, coadjutor sinds 22 december 1934)
  - Francisco Javier Nuño y Guerrero (coadjutor: 18 december 1954 - 25 maart 1972)
- José Salazar López (21 februari 1970 - 15 mei 1987)
  - Rafael Garcia González (hulpbisschop: 10 juli 1972 - 30 mei 1974)
  - Antonio Sahagún López (hulpbisschop: 31 oktober 1973 - 15 april 1992)
  - Adolfo Hernández Hurtado (hulpbisschop: 12 december 1974 - 20 maart 1997)
  - Ramón Godinez Flores (hulpbisschop: 28 maart 1980 - 18 mei 1998)
- Juan Jesús Posadas Ocampo (15 mei 1987 - 24 mei 1993)
  - José Guadalupe Martín Rábago (hulpbisschop: 15 april 1992 - 23 augustus 1995)
  - Javier Navarro Rodríguez (hulpbisschop: 15 april 1992 - 20 januari 1999)
- Juan Sandoval Íñiguez (21 april 1994 - 7 december 2011)
  - José Luis Chávez Botello (hulpbisschop: 21 februari 1997 - 16 juli 2001)
  - José Trinidad González Rodríguez (hulpbisschop: 21 februari 1997 - 21 april 2015)
  - José Benjamín Castillo Plascencia (hulpbisschop: 18 november 1999 - 8 februari 2003)
  - Miguel Romano Gómez (hulpbisschop: 18 maart 2000 - 17 november 2014)
  - José María de la Torre Martín (hulpbisschop: 19 juni 2002 - 31 januari 2008)
  - Rafael Francisco Martínez Sáinz (hulpbisschop: 19 juni 2002 - 19 juli 2012)
  - José Leopoldo González González (hulpbisschop: 15 november 2005 - 19 maart 2015)
  - José Francisco González González (hulpbisschop: 14 februari 2008 - 13 december 2013)
  - Juan Humberto Gutiérrez Valencia (hulpbisschop: 14 februari 2008 - 2 februari 2018)
- José Francisco Robles Ortega (7 december 2011 - heden)
  - Héctor López Alvarado (hulpbisschop: 2 februari 2018 - heden)
  - Juan Manuel Muñoz Curiel (hulpbisschop: 2 februari 2018 - heden)
  - Engelberto Polino Sánchez (hulpbisschop: 2 februari 2018 - heden)
  - Eduardo Muñoz Ochoa (hulpbisschop: 27 november 2020 - heden)
  - Manuel González Villaseñor (hulpbisschop: 27 november 2020 - heden)
  - Ramón Salazar Estrada (hulpbisschop: 18 september 2021 - heden)

Guadalajara (aartsbisdom) · Aguascalientes · Autlán · Ciudad Guzmán · Colima · Jesús María (territoriale prelatuur) · San Juan de los Lagos · Tepic